# Burroughs Corporation
La Corporación Burroughs fue creada en 1886 como la American Arithmometer Company en San Luis, Misuri, Estados Unidos, para dedicarse a la venta de las máquinas sumadoras inventadas por William Seward Burroughs.
La compañía se mudó a Detroit en 1904 y cambió su nombre a Burroughs Adding Machine Company, en honor a Burroughs, quien murió en 1898. La Burroughs se convirtió en la más grande fábrica de sumadoras de los Estados Unidos, aunque para 1950 vendía más que calculadoras básicas, como por ejemplo máquinas de escribir y computadores.
En 1953 la Burroughs Adding Machine Company cambió su nombre a Burroughs Corporation y aumentó su producción de productos de computación, sobre todo en el área bancaria. Esta decisión fue tomada después de la compra de la empresa ElectroData Corporation de Pasadena, California, originalmente una división de Consolidated Electrodynamics Corporation. ElectroData había construido la Datatron 205 y empezaba a trabajar en la Datatron 220. El primer producto importante de la unión de estas dos empresas fue el computador B205 de tubos (o válvulas de vacío).
La Corporación Burroughs desarrolló tres arquitecturas avanzadas, basadas en la idea del diseño dirigido por lenguaje, como el Algol, COBOL o Fortran. Todas estas arquitecturas eran consideradas como mainframes.